# Antoine Mazairac
Antonius Hendrikus "Antoine" Mazairac (24 de maio de 1901 — 1 de setembro de 1966) foi um ciclista de pista holandês, que competiu representando os Países Baixos nos Jogos Olímpicos de 1928 em Amsterdã. Lá, Mazairac conquistou a medalha de prata na prova de velocidade.